# Emilio Gómez González
Emilio Gómez González (Sevilla, 21 de julio de 1968-Ibidem, 21 de enero de 2023) fue un físico,  catedrático de Física Aplicada de la Universidad de Sevilla, e investigador español.

## Biografía
Nació en el sevillano barrio de Los Remedios. Fue el mayor de cinco hermanos (Reyes, Victoria, Isabel y Carmen) y el único varón. Su padre, Emilio Gómez Piñol, fue historiador y catedrático en la Universidad de Sevilla. Emilio fue Doctor en Ciencias Físicas y Catedrático de Física Aplicada en la Escuela Técnica Superior de Ingeniería de Sevilla. Desde allí compaginó la dirección del grupo de investigación de Física Interdisciplinar —que había creado en 2001— en el departamento de Física Aplicada III con su labor docente. También desarrolló su tarea investigadora en el Grupo de Neurociencia Aplicada del Instituto de Biomedicina de Sevilla.
Aunque era físico por su formación académica, la mayor parte de las veces sus investigaciones se centraron en el ámbito de la salud. Contó con 33 patentes relacionadas con la óptica avanzada, la fotónica y la inteligencia artificial, y la interpretación de los datos que aportan. Entre otras de sus patentes, destacan: 
- el quirófano inteligente portátil, desarrollado con un equipo de personas de la Escuela de Ingenieros y del Hospital Virgen del Rocío;
- el casco quirúrgico, diseñado con el doctor Javier Márquez (2007) para poder realizar la cirugía de la espina bífida intrauterina en un feto;
- el Fibrotc, un programa de ordenador creado con el doctor Manuel Romero que permite el diagnóstico no invasivo de la fibrosis en pacientes con hepatitis C;
- la técnica quirúrgica no invasiva mediante el uso de tecnología MRgFUS, basada en ultrasonidos enfocados guiados por resonancia magnética, para el tratamiento de patologías tumorales, que fue pionera en España.
- los sistemas de ayuda al esclarecimiento precoz de la esclerosis múltiple, configurados con el doctor Guillermo Izquierdo desde el Hospital Universitario Virgen Macarena.[2]

Desde comienzos del siglo XXI colaboró con el Servicio Andaluz de Salud (SAS). Concretamente a través de los hospitales universitarios hispalenses Virgen del Rocío y Virgen Macarena, donde participó en investigaciones pioneras de alta capacitación tecnológica, que permitieron llevar a cabo intervenciones muy complejas en España y Europa. 
Colaboró en el Proyecto Humaint del Joint Research Center (JRC) de la Comisión Europea, donde se encargó de la investigación de los aspectos sociales de las tecnologías basadas en inteligencia artificial, siempre desde el ámbito de la salud. 
En 2023 colaboró en diversos trabajos vinculados a conocer el impacto del cambio climático en la biodiversidad y en los ecosistemas, tras su participación en un estudio sobre el fitoplancton marino.
De profundas convicciones religiosas, Emilio era Nazareno de los Estudiantes. Anualmente, cada Martes Santo se vestía con la túnica de ruan y hacía su estación de penitencia por las calles de Sevilla junto al paso procesional del Cristo de la Buena Muerte. Los domingos colaboraba como voluntario en el Centro Amigo de Cáritas o en su parroquia de los Padres Blancos.
Falleció en Sevilla a los 54 años como consecuencia de un proceso canceroso.

## Instituciones a las que pertenecía
Entre otras, pertenecía a las siguientes instituciones:
- Real Academia de Medicina y Cirugía de Sevilla.
- Académico de honor de la Institución Carlomagno.
- Director del Grupo de Física Interdisciplinar de la Universidad de Sevilla.
- Grupo de Neurociencia Aplicada del Instituto de Biomedicina de Sevilla.

## Premios y distinciones
- Cruz al Mérito Policial con Distintivo Blanco (2020), otorgada por el Ministerio del Interior a propuesta del Grupo TEDAX del Cuerpo Nacional de Policía como reconocimiento a los trabajos que venía desarrollando desde hacía años con este equipo policial. En esta colaboración destacó la investigación desarrollada para conseguir una tecnología que permitiese detectar en superficies el coronavirus causante del Covid.[4]